# Jacob A. Ambler

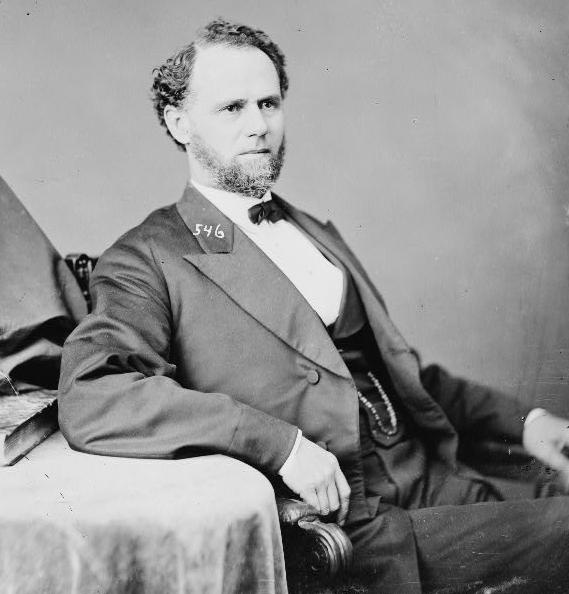
Jacob A. Ambler

Jacob A. Ambler (* 18. Februar 1829 in Pittsburgh, Pennsylvania; † 22. September 1906 in Canton, Ohio) war ein US-amerikanischer Politiker. Zwischen 1869 und 1873 vertrat er den Bundesstaat Ohio im US-Repräsentantenhaus.

## Werdegang
Jacob Ambler besuchte die öffentlichen Schulen seiner Heimat. Zeitweise wurde er auch privat unterrichtet. Später zog er nach Salem in Ohio. Nach einem Jurastudium und seiner 1851 erfolgten Zulassung als Rechtsanwalt begann er in Salem in diesem Beruf zu arbeiten. Politisch schloss er sich der 1854 gegründeten Republikanischen Partei an. Zwischen dem 4. Januar 1858 und dem 1. Januar 1860 saß er als Abgeordneter im Repräsentantenhaus von Ohio. Danach war er bis 1867 Richter im neunten Gerichtsbezirk seines Staates.
Bei den Kongresswahlen des Jahres 1868 wurde Ambler im 17. Wahlbezirk von Ohio in das US-Repräsentantenhaus in Washington, D.C. gewählt, wo er am 4. März 1869 die Nachfolge von Ephraim R. Eckley antrat.  Nach einer Wiederwahl konnte er bis zum 3. März 1873 zwei Legislaturperioden im Kongress absolvieren. In diese Zeit fiel im Jahr 1870 die Ratifizierung des 15. Verfassungszusatzes. 1872 verzichtete er auf eine weitere Kandidatur.
Nach dem Ende seiner Zeit im US-Repräsentantenhaus praktizierte Ambler wieder als Anwalt. Außerdem stieg er in Salem in verschiedene andere Geschäftsbereiche ein. So war er Vizepräsident einer Bank und einer Stahl- und Nagelfirma. Außerdem leitete er ein Verlagshaus. Zwischen 1876 und 1896 nahm er als Delegierter an allen Republican National Conventions teil. Im Jahr 1882 wurde er von Präsident Chester A. Arthur in die Bundeszollkommission (United States Tariff Commission) berufen. 1898 gab er seine juristische Tätigkeit auf. Seine anderen Aktivitäten setzte er aber weiterhin fort. Er starb am 22. September 1906 in Canton und wurde in Salem beigesetzt.